# Elemental (Tears for Fears)
Elemental è il quarto album dei Tears for Fears, pubblicato il 22 giugno 1993. È stato prodotto da Roland Orzabal insieme a Tim Palmer e Alan Griffiths, scomparso nel 2017 a 57 anni.

## Descrizione
Il disco, pubblicato a quattro anni di distanza dal precedente, è il primo a non vedere la partecipazione del bassista Curt Smith, che aveva abbandonato il gruppo nel 1991 a seguito di un acceso diverbio con Orzabal. Esso può pertanto essere considerato a tutti gli effetti un lavoro solista di Orzabal stesso.
L'album è anche il primo a vedere la collaborazione di Alan Griffiths, che aveva già lavorato come turnista per i Tears for Fears in alcuni concerti del 1985: Griffiths, coautore di tutti i brani dell'album con l'eccezione di Cold, lavorerà con Orzabal per tutti gli anni novanta e collaborerà anche al primo e unico album solista di questi, Tomcats Screaming Outside.

## Tracce
Testi e musiche di Roland Orzabal e Alan Griffiths, eccetto dove indicato.
1. Elemental – 5:30
2. Cold – 5:06 (Orzabal)
3. Break it Down Again – 4:32
4. Mr. Pessimist – 6:17
5. Dog's a Best Friend's Dog – 3:40
6. Fish Out of Water – 5:10
7. Gas Giants – 2:42
8. Power – 5:46
9. Brian Wilson Said – 4:24
10. Goodnight Song – 3:53

## Formazione
Tears For Fears
- Roland Orzabal – voce, chitarra, tastiere, batteria, produzione
Altri contributori
  - Alan Griffiths – chitarra, basso, batteria, produzione
  - Tim Palmer – chitarra, batteria, basso, produzione
  - Guy Pratt – basso (Traccia 4)
  - John Baker – voce (Tracce 2, 3)
  - Julian Orzabal – voce (Traccia 2)
  - Bob Ludwig – mastering
  - Mark O'Donoughue – ingegnere del suono, Outro Wurlitzer Piano (Traccia 10)
  - Howard Jones - piano (coda di Traccia 4)
  - David Austen – design